# Hunter × Hunter
A Hunter × Hunter (ハンターハンター rómadzsival Hantā Hantā, stilizálva HUNTER × HUNTER) japán mangasorozat, amelyet Togasi Josihiro írt és illusztrált. A mangát 1998. március 3-án kezdte el kiadni a Weekly Sónen Jump magazin, habár 2006-tól kezdve gyakran szünetelt a kiadás. 2017 januárjáig 360 fejezetet 34 tankóbon kötetbe rendezve jelent meg a Shueisha gondozásában. A történet középpontjában egy fiatal fiú, Gon Freeccs áll, aki apja után kutat, akiről azt mondták neki halott, ám valójában él, ráadásul világhíres vadász. Annak ellenére, hogy apja hátra hagyta, Gon útra kell, hogy a nyomára akadjon. Közben sikeresen teljesíti a Vadász Vizsgát, végül pedig találkozik is az apjával. Az út során sokféle vadásszal és természetfeletti jelenséggel találkozik. Togasi az ihletet a saját hobbijaiból merítette a mangához.
1999-ben a Hunter × Hunter egy 62 részes animét kapott a Nippon Animation gondozásában, Furuhasi Kazuhiro rendezésében. A Fuji TV vetítette. Szintén a Nippon Animation gondozásában három különálló OVA is készült, melyek 2002 és 2004 között adtak ki és összesen 30 részt foglalnak magukban. Az OVAk a manga egy további ívét dolgozzák fel, így akár a sorozat részének is tekinthetőek. A második anime sorozatot már a Madhouse készítette és a Nippon Television vetítette 2011 októberétől 2014 szeptemberéig. 2013-ban két film is készült a második sorozathoz. De több zenei CD, videó játék musical is készült a Hunter×Hunter sorozathoz. Angolul a Viz Media adja ki a mangát 2005 áprilisától, az animét pedig a Funimation Channel vetíti 2009-től. Hunter × Hunter a Shueisha kiadó egyik legsikeresebb sorozata, Japánban csak 2014-ig több, mint 66 millió példányban keltek el a kötetek.

## Történet
Tizenkét évvel a történet kezdete előtt Ging Freeccs fiát, Gont unokatestvérére, egyben annak nagynénjére, Mitóra bízta a Bálna-szigeten (くじら島 Kudzsira sima). Gonnak azt mondták, szülei egy balesetben elhunytak. Az apja tanítványa, Kite azonban felfedte az igazságot, miszerint apja még életben van és azóta is Vadász. Gon elhagyja otthonát, hogy a Vadász vizsgát (ハンター試験 Hunter Siken) letéve ő is vadásszá váljon, mint az apja. A teszt maga nagyon brutális és az erő mellett a túlélési készségeket és a csapatmunkát is figyelembe veszi. A vizsga során találkozik és összebarátkozik három másik vizsgázóval: Kurapikaval, a Kurta klán egyetlen túlélőjével, aki azért szeretne vadásszá válni, hogy megbosszulja klánját, visszaszerezze a skarlátvörös szemeket, melyeket a Fantom Társaság vitt magával, miután lemészárolta a klánt. Leorioval, aki szeretne orvossá válni, és azért akar vadász lenni, mert így ki tudná fizetni a tanulmányait. Végül pedig Killua Zoldyckkal, aki szintén 12 éves és hátra hagyta régi életét, mint világ legismertebb orgyilkos családjának tagja. Több vizsgázó mellett Gon többször is találkozik a rejtélyes, és veszélyes Hisokaval, aki nagy érdeklődést mutat Gon felé. A vizsga utolsó szakaszát Gon sikeresen teljesít, ám Killua megöli az egyik vizsgázót, így megbukik. Gon, Kurapika és Leorio nem hiszik el, hogy Killua önszántából tette és tért vissza a családi birtokra, így úgy döntöttek, utána mennek és elhozzák a családjától.
Azután, hogy Killua visszatért, Kurapika és Leorio elindulnak, hogy saját céljaikat teljesítsék, és megígérik mind a négyen, hogy az év szeptemberében újra találkoznak Yorknew Cityben (ヨークシンシティ Jókusin Siti). Killua és Gon úgy döntenek, azért, hogy pénzt és harci tapasztalatot szerezzenek, ellátogatnak a Mennyek Arénája (天空闘技場Tenkú Tógidzsó) nevezetű felhőkarcolóhoz, ahol a harci tornákon naponta több ezer harcművész küzd meg egymással. Itt találkoznak Winggel, a kungfu mesterrel, aki edzi őket, hogy megtanulják a csi szerű Nen használatára, mely a Vadászok parapszichológia képessége. Egyben ez az utolsó szakasza a Vadász Vizsgának. Az ív végén Gon és Hisoka újra találkoznak és megküzdenek egymással a Mennyek Arénájában.
A következő ívben a négy főhős ismét találkozik Yorknew Cityben, ahol a világ legnagyobb akcióját rendezik. Gon, Killua és Leorio különböző módszerekkel próbál elég pénzt szerezni, hogy megvehessék a Greed Island nevű igen ritka és drága videó játékot, mely segítségével remélhetőleg kiderítik Gon apjának tartózkodási helyét. A játék használatához Nen képességek szükségesek. Eközben Kurapika egy maffia taghoz áll be, mint lánya testőre. A lány jós képességekkel rendelkezik és gyűjti a testrészeket, többek között érdeklődik és Kurta klán elárverezésre kerülő szempárja iránt is. Az aukció során Kurapika és a Fantom Társulat útjai keresztezik egymást. A Társulat azért érkezett Yorknew Citybe, hogy ellopja az árut a maffia földalatti árverezéséről. Szeptember első hetében a maffia és a Fantom Társulat között kirobbanó háború megrázza egész Yorknew Cityt és végül minden főszereplő belekeveredik. Kurapikanak döntenie kell hogy vagy beteljesíti vágyát, hogy bosszút áll a társulaton és feláldozza a barátait a bosszúért, vagy megmenti őket. Mindkét oldal túszokat ejt. Az ív végén túsz csere történik Kurapika és a Fantom Társulat vezetője, Chrollo Lucilfer között.
Az akció utolsó napján Gon és Killua egy milliárdos alkalmazásába áll azért, hogy játszhassanak a Greed Islanddal, egy milliárddolláros játékkal, melyet Ging Freecss készített, hogy a játékosokat elvigye valahová a valódi világban. A Nennel készült játék a győztes játékosnak jutalomként felkínálja, hogy magával vihet három mágikus tárgyat a valódi világba. A Greed Islanddet a rejtélyes okból játszani kezdő Fantom Társulat, egy játékosszövetség, mely veszélyesen közel van a játék befejezéséhez és egy ismeretlen robbantó – aki annak érdekében gyilkol, hogy megtisztítja a játékot – teszi teljessé. Gon és Killua alul maradnak játék kihívásaival szebben, így csatlakoznak egy tapasztalt Nen és kungfu mesterhez, Biscuit Kruegerhez, aki edzeni kezdi őket. A segítségével sikerül teljesíteni az addig sikertelen kihívásokat, így egyre közelebb kerülve Gon apjához. Killua egy rövid időre elhagyja a játékot, hogy letegye a Vadász Vizsgát és megszerezze az engedélyét. Az ív csúcspontjában Gon egy az egy elleni csatát vív a robbantóval és végül győz a Greed Island játékban. Gon és Killua a jutalomként kapott két kártyával – a harmadik kártya Biscuité lesz – arra a helyre utaznak, ahol úgy hiszik Gind van. Azonban kiderül, hogy a kártya Kitehez vitte őket.
Gon és Killua egy rövid ideig, mint biológiai kutató dolgoznak Kite mellett. Ahogy a csapat vizsgál egy hatalmas rovar végtagot egy sziget partján, rájön, hogy az egy ember nagyságú kiméra hangya királynőtől származik. A rovar felfal más lényeket, hogy a születendő utódai örököljék azok jellemzői. A királynőt egy autonóm, technika ellenes országból, Neon-Green Life (N.G.L.) sodorja a víz a parthoz. Gyorsan rákap az emberek evésére és elkezdi építeni a kolóniáját és egyben egy sereget az utódjának, Meruemnek, a kiméra hangya királynak. Mielőtt Gon, Killua és Kite megérkeznének, a kiméra hangyák a lakosság jelentős részét kiirtották. A királynő meghal a vajúdás közben, a király és a testőrei nem sokkal később úgy döntenek, titokban megdöntik a közeli Kelet Gorteau Köztársaság kormányzatát. Közben, 2 hónappal azután elhagyták N.G.L., miután a királyi testőr Neferpitou megtámadta őket, Gon megtudja, hogy Kitet hangyák irányítása alá került, s dühbe gurul. Ezután Killua rájön, hogy Gon fontos barátja és arra törekszik, hogy ezt meg is mutassa.
Meruem magát a köztársaság korábbi királyának álcázva kezdeményezi Kelet-Gorteau lakosságának erőszakos összegyűjtését, hogy kiválaszthassák azokat, akikben felébreszthetik a Nen képességet és a saját földet leigázó seregébe harcossá tegyék, a többieket pedig élelmiszerkészletként akarja használni. Mikor a hangyák a királynő után csatlakoznak a királyhoz, a Vadász Egyesület gyorsan mozgósít egy megsennusító vadászcsapatot annak érdekében, hogy megállítsák a népirtást. Keresve annak módját, hogy Kiteot meggyógyíthassák, Gon és Killua csatlakoznak a megsemmisítő csapathoz, annak érdekében, hogy megtalálják Neferpitout. Az ív csúcspontja a Kiméra Hangya Király és Netero, a Vadász Szövetség elnöke közti csata, illetve a Nefertopitou és Gon közötti csata.
A kiméra hangya incidens megoldódása utána a Zodiákus, a mely a Vadász Egyesület ranglétrájának tetején van, haladéktalanul megkezdi a szervezkedést, hogy új elnököt válasszanak Netero helyére. A szavazási rendszert Gon apja, Ging állítja fel. Killua hazautazik, hogy húga, Allukat megkérje, segítsen Gonon, aki a életveszélyes állapotban került kórházba a Neferpitou ellen vívott csata után. Azonban a családja nem akarja kockáztatni, hogy elveszítsék Allukat vagy a veszélyes erejét megint ellenük használja, de sikerült kijátszania bátyja próbálkozásait, hogy elkapja őket. Allukanak köszönhetően Gon teljesen felépül. Ezután Killua el akarja zárni húga a képességét, hogy normális éltet érjen, de végül megígéri, hogy meg fogja védeni és Gontól elválva együtt indulnak útnak. Miután Gon egy rövid időre újra találkozott az apjával, találkozik még egyszer Kitével és megnyugszik, hogy Kite életben maradt mint hangya és visszatért egykori önmagához. Miután az önhibáztatás terhétől megszabadul, Gon visszatér a Vadász Egyesülethez, ahol a céljairól kérdezgeti Ginget és felfedezi apja kutatásainak igazi természetét.
Kis idővel később Netero fia, Beyond egy expedíciót szervez az elfeledett, hatalmas, ismert világon kívüli Sötét Kontinensre (暗黒大陸 Ankoku Tairiku) a Kakin királyság támogatásával. Attól tartva, hogy az expedíció katasztrófába sodorja a világot, csak úgy, mint a korábbi kísérletek során, a világ öt legnagyobb hatalma elfogadja magukkal azonos rangúnak Kakint cserébe az expedíció feletti teljes hatalomért. A Zodiákus úgy dönt, szemmel kísérve szemmel tartja Beyondot, nehogy valami váratlant tehessen. Felkérik Kurapikat és Leoriot, hogy csatlakozzanak hozzájuk, felváltva Ginget és a korábbi elnökhelyettes Paristont, akik Beyond kérésére saját csapatot állítottak össze.

## Alap információk
A vadászok (ハンター Hantā) olyan engedéllyel rendelkező elit tagok, akik képesek nyomon követni titkos kincseket, ritka állatokat vagy éppen más személyeket. Az engedély megszerzéséhez le kell tenni egy szigorú, évente megtartott Vadász Vizsgát, amit a Vadász Egyesület szervez, s mely sikerének az esélye kevesebb, mint egy a százezerhez. Egy vadásznak három csillag ítélhető oda. Egy csillag azért, mert „méltó eredményeket ért el egy adott területen”; a másodikat, ha hivatalos pozícióhoz jut és egy mentora egyes szintig egy másik vadásznak; és végül hármat, ha „több területen is figyelemre méltó eredményeket ért el”.
Nen (念) annak a képessége, hogy valaki tudja irányítani a saját életerejét vagy auráját, amit állandóan kibocsát, akár tud róla, akár nem. A négy alapvető Nen technika: a Ten (纏), mely a testet erősíti, megerősítve a védelmet; a Zecu (絕), amely elzárja az aura kibocsátást, amely arra jó, hogy az ember elrejtse a jelenlétét és enyhítse a fáradságát, a Ren (練), amely képessé teszi használóját, hogy több Nent állítson elő, és a Hacu (發), ami egy személy egyedi Nen használata. A Nen használók hat csoportba sorolhatóak a Hacu képességük alapján. Az Utánpótló (強化系 Kjókakei) képes saját és tárgyak természetes képességeit megerősíteni; a Kibocsátók (放出系 Hósucukei) képesek az aurájukat testükön kívülre nyújtani; a Befolyásolók (操作系 Szószakei) képesek irányítani tárgyakat vagy élőlényeket; az Átalakító (変化系 Henkakei) képes megváltoztatni az aurája típusát, az Idéző (具現化系 Gungenkakei) képes tárgyakat kreálni az aurájából és a Specialista (特質系 Tokusicukei) olyan egyedülálló képességekre képes, melyek nem illenek bele az előző kategóriákba. A Nen használók képesek Szerződést (制約 Szeijaku) kötni, amelyben kikötnek bizonyos Korlátokat (誓約 Szeijaku). Az erejük és a képességeik kapcsolatban vannak azzal, mennyire szigorúak. Egy példa erre Kaurapika, aki annak érdekében, hogy egy összetörhetetlen lánccal elkaphassa a Fantom Társulatot, az életével fizet, ha a társulat tagjain kívül bárki máson használja.

## A műről
A szerző, Togasi Joshihiro elárulta, hogy egyik hobbija különféle tárgyak gyűjtése és ez ihlette, hogy egy olyan mangát alkosson, a Vadász címhez magában foglalja a gyűjtés. Hunter × Huntertt, míg végleges címet akkor találta ki, mikor nézte a Downtown televíziós show műst, ahol a műsorvezetők gyakran megismételték azt, amit mondta, ezzel megnevettetve a közönséget. Akár csak az előző sorozatánál, a Yu Yu Hakushonál, itt is felvázoló tintát és Kabura tollat használt a illusztrálásához, de elkezdett eMacot használni a színezésükhöz. Togasi vagy keveset, vagy egyáltalán nem vette igénybe asszisztenseket a mangái készítéséhez, habár mangaka párja és későbbi felesége Takeucsi Naoko segített Togasinak a tónusok hozzáadásában az első kötet egyszínű oldalain. Azzal, hogy első fia a kiadások korai szakaszában született, Togasi úgy érezte, a személyes nézőpontja nagy hatással van a saját munkájára, különöse egy olyan mangánál, melyen a témája az, hogy egy fiatal fiú keresi az apját.
Többször is előfordult, hogy Togasi bocsánatot kért az olvasóitól a Shueisha Weekly Sónen Jump magazinjában a rajzok gyenge minőségért és megígérte, hogy a tankóbon kiadásba újra rajzolja a kérdéses fejezeteket. Ezen kívül a Hunter × Hunter kiadását több szünet is sújtotta, hosszabb időre elválasztva a sorozat fejezeteit. Két év szünetet követően, 2014 júniusában visszatért a manga, és csatlakozott az angol nyelvű Weekly Sónen Jump soraiba, két hónap után ismét hirtelen szünetre ment.

## Média megjelenések

### Manga
A Tohasi Joshiro írta és illusztrálta Hunter × Hunter manga 1998. március 3. óta fut a Weekly Sónen Jump magazinban. A Shueisha összeállította a legtöbb fejezetet 32 tankóbon kötetben 2012 decemberéig. 2011 decemberének elején a Shueisha elkezdte újra kiadni a mangát magazin formátumban. A kiadó havonta egy kötetet adott ki egészen a Greed Island ív végéig.　2012 decemberében Togasi megírta a két részes Kurapika Cukioku-hen (クラピカ追憶編”Kurapika Emlékei”) mangát, ami az első film előzménye.
Angolul Észak-Amerikában a Viz Media 2005 áprilisában kezdte el kiadni. A Viz Media a „Shonen Jump Advenced” részeként forgalmazta, melynek a célközönség az idősebb tizenévesek és a fiatal felnőttek. Mind a 32 kötetet kiadták Észak-Amerikában 2014 áprilisáig. 2014. április 22-én bejelentették, hogy a Hunter × Hutner csatlakozik a Viz Media digitális angol nyelvű magazinjához, a Weekly Shouen Jumphoz. A mangát lefordították is kiadták több nyelven Európában és Ázsia több részén is. Például 2001 és 2005 között a Weekly Sónan Jump német nyelvű verziójában, a Banzai!-ban jelent meg a sorozat.

### Anime

#### Az első sorozat (1999)
Az első Hunter × Hunter anime adaptációt Nippon Animation készítette, a rendező pedig Furuhasi Kazuhiro volt, aki korábban a Rurouni Kenshint is rendezte. Összesen 62 rész került adásba a Fuji Televízió földi felszíni sugárzása során 1999. október 16. és 2001. március 31. között, a szombati esti adás azonos idősávjában, mint Togasi előző sorozata, a Yu Yu Hakusho. Továbbá a Hunter × Hunter az Animax műholdas csatornán is bemutatásra került. Annak ellenére, hogy a sorozat szorosan követte a mangát, az erőszak mértékét csökkentették benne a fiatalabb nézők miatt. A Marvelous Entertinment 13 DVD kiadta az összes részt 2000. szeptember 20. és 2001. szeptember 19. között.
A Víz Media licencelte a Hunter × Huntert terjesztését az 1-es DVD régióban, a szinkron munkálatokkal a The Ocen Group-ot bízta meg, a felvételek Kanadában, Albertában a Blue Water Studios-ban készültek. A sorozat négy DVD dobozos verzióban jelent meg 2008. december 9. és 2009. december 1. között. A második kiadásban a Viz Mediaval együtt működött a Warner Home Video is a DVD-k terjesztésében. A Hunter × Huntert Amerikában a Funimation Channel tűzte adásra 2009 tavaszától.

#### OVAk
Mielőtt a Nippon Animation televíziós sorozatot készített a Hunter × Hunter-ből, egy egy részes OVA is készült a „Jump Super Anime Tour” keretein belül, amit a Seikimacu Lader den Takesi! és a One Piece mellett mutattak be 1998-ban. A Sutido Pierrot gondozásában, Abe Norijuki rendezésében készült és a manga elejét mutatja be, Gon óceáni útját a Bálna-szigetről. Amikor 2001-ben a Hunter × Hunter anime feldolgozta a legtöbb manga fejezet, a Nippon Animation úgy határozott inkább befejezik az adaptálás, mint hogy filler részekkel (töltelék részekkel) folytassák. A rajongók elégedetlenkedése miatt a Nippon Studio úgy határozott, három egymást követő OVA-t ad ki. Folytatták a Yorknew City ívet onnét ahol abbahagyták, továbbá a teljes Greed Island ívet is feldolgozták. Az első OVA sorozatot Szaga Szatosi rendezte és 8 rész 4 DVD-n jelent meg 2002. január 17. és április 17. között. A második OVA sorozatot, a Hunter × Hunter: Greed Island-ot Macusita Jukihiro rendezte, a 8 rész 4 DVd-n jelent meg 2003. február 19. és május 21. között. A harmadik OVA sorozatot, a Hunter × Hunter: G.I. Final-t Szato Makoto rendezte és a 14 rész 7 DVD-n került kiadásra 2004. március 2. és augusztus 18. között. Miután az eredeti anime részek lefutottak az az Animax-en, az OVA-k is egymás után adásba kerültek. A Viz Media nem mutatott érdeklődést, hogy angol verzióban kiadja az OVA-kat.

#### 2011-es sorozat
Az új adaptációt 2011 júliusában jelentették be. Ahelyett, hogy a történetet az OVA sorozatok után folytatták volna, úgy döntöttek, a történetet az elejéről kezdik újra hűen követve a mangát. A sorozatot a Madhouse gondozásában Kójina Hirosi rendezte, a forgatókönyvet Maekava Dzsun írta, a karakter dizájnért pedig Josimacu Takahiro felelt. A sorozatot a Nippon Televison kezdte sugározni 2011. október 2-án. Egészen 2013. októberéig a sorozat vasárnap reggelenként volt látható, 2013. október 8-tól került át a csütörtök éjszakai sávba.

#### Phantom Rouge
Az első filmet, a Hunter × Hunter: Phantom Rouge-t , mely önálló történet, 2012 márciusában jelentették be. A Toho forgalmazásában 2013. január 12-én adták ki a filmet Japánban. A történet a körül forog, hogy Gon és barátai próbálják visszaszerezni Kurapika ellopott szemeit, amit Omokage, a 4-es számú pók tetoválás eredeti tulajdonosa lopott el. A film alapjául egy kiadatlan manga szolgált, amit Togasi Josiro írt körülbelül 10 évvel előtte.

#### The Last Mission
A második filmet, a Hunter × Hunter: The Last Mission-t az első film bemutatását követően jelentették be. A film Neterora, a Vadász Egyesület elnökére fókuszált, arra, hogy Gon és barátai felfedezi múltja sötét oldalát. A filmet 2013. december 27-én mutatták be. A DVD és a Blu-ray kiadás 2014. július 23-án jelent meg.

### CD-k
Az első anime sorozat és a három OVA sorozat alatt felcsendülő aláfestő dalok szerzője Szahasi Tosihiko volt. Számos zenei CD és franchise is megjelent a Marvelous Entertainment kiadásában. Az anime három betétdal CD-jén 129 hangszeres és vokális dala található meg. Az Original Video Animation Hunter × Hunter Sound Trax az első OVA sorozat 18 dalát, Original Video Animation Hunter × Hunter: Greed Island Original Sound Tracks pedig a második OVA sorozat 30 dalát tartalmazza. Ezen kívül az anime kiadásának időszakában 17 karakter specifikus dráma CD is kadára került Hunter × Hunter R címmel.

### Musicalek és színházi előadások
A Hunter × Hunter alapján két musical készült az első a Musical Hunter × Hunter (ミュージカル ハンター×ハンタ ) eredetileg 2000 decemberében került bemutatásra. Egy eredeti történet volt a Yorknew City ív vége és a Greed Island ív kezdete között. A második a Musical Hunter × Hunter The Nightmare of Zoldyck (ミュージカル ハンター×ハンター ナイトメア・オブ・ゾルディック) nevet viselte és az először 2002 augusztusában mutatták be. Annak az újra feldolgozása, amikor Kurapika, Leori és Gon elmennek, hogy visszahozzák Killuat a családjától a Vadász Vizsga ív végén. Mind a két musical kapott külön DVD és CD kiadást, valamit dupla DVD kiadást a Marvelous Entertainment. Továbbá még van egy élőszereplős színházi előadás is, a Hunter × Hunter: „A Longing for Phalcnothdk ~ A Spider’s Memory ~” (リアルステージ ハンター×ハンター｢A Longing for Phalcnothdk 〜蜘蛛の記憶〜｣), amit a Tokióban, Sindzsukuban a Sun-mall Színházban mutattak be 16 alkalommal 2004 augusztusában. Az előadás megismétli a Fantom Társulat fináléját a Yorknew City ívből. Japánban ez is megjelent DVD-n 2004. december 10-én.

### Videó játékok
Van 10 csak Japánban elérhetőt videó játék, melyek alapjául a Hunter × Hunter szolgált és mindent a Konami vagy a Bandai fejlesztette és adta ki. A besorolások szerepjátéktól és stratégia játékon át, akció és kalandozós játék mozog. Több konzolra is készült játék, mint pl. WonderSwan, WonderSwan Color, Game Boy Color, Gamge Boy Advance, PlayStation, PlayStation 2. A második anime sorozat alapján 2012. szeptember 20-án jelent meg játék a PlayStation Portable konzolra. A karakterek feltűntek más Weekyl Sónan Jump karakterekkel a Jump Super Starts és a Jump Ultimate Stars harcolós játékokban, amit Nindendo DS és J-Stars Victory VS illetve PlayStation 3 és PlayStation Vita konzolokra készült.

### Egyéb média
Az első sorozat alapján három könyv is megjelent, melyet Kisikan Nobuaki írt és a Shueicha adott ki 1999. december 3. és 2001. augusztus 24. között. 2001 januárjában a Shueisha megjelentetett egy úti könyvet Hunter × Hunter Characters Book: World × Character × Blessing (Hunter × Hunter キャラクターズブック World × Character × Blessing) címmel. A következő útikönyvet 2004. június 4-én adták ki Hunter × Hunter: Hunters Association Official World and Character Guide (Hunter × Hunter ハンター協会公式発行ハンターズ・ガイド) címmel. Emellett a Bandai forgalomba hozott kártyajátékokat, figurákat és számos egyéb gyűjthető dolgot.

## Fogadtatás

### A manga fogadtatása
A Hunter×Hunter manga eladásilag is sikeres, a Shueisha nyolcadik legkelendőbb mangája lett, miután 2012 februárjában japánban 60,5 millió példányban keltek el a kötetek. Ez a szám 65,8 millióra nőtt 2013 februárjában. Több kötet és a legkelendőbb kötet lett Japánban a kiadása hetében, mint például a 25. és a 29. kötet. A 24. és a 27. kötet a legkelendőbb kötet volt a kiadásuk évében. A Hunter × Hunter volt a nyolcadik legkelendőbb manga 2012-ben és 2013-ban is, 3,4 illetve 4,6 millió példányban fogytak a kötetek ezekben az években. Észak-Amerikában a Diamond Comic Distributors szerint a 23-tól a 27 kötetig szerepelt a 300 legkelendőbb képregény listáján.
A Hunter×Hunter mangát sok dicséret érte a története és a karakterei miatt. Jason Thompson, a Manga: The Complete Guide szerzője úgy jellemezte a történetvezetést „véletlenszerű gyűjteménye az őrületnek, a harcoknak, kirakósoknak és trükköknek” és mindegyik jelen van fejezetről fejezetre egyre nagyobb mértékben. Tompson szerint mindegyik fő karakter céljai részletesen kidolgozottak és úgy tűnik, a történet akár örökké is tarthatna, mivel elég kiszámíthatatlan ahhoz, hogy fenntartsa az olvasó érdeklődését. Charles Solom a The New York Times-ban és a Los Angeles Times-ban megjelent írásában csodálta Gon erkölcsi komolyságát, ellenben felhozta, hogy hiányolja a főhősnél a hajlíthatatlan derű ellentétét. A Weekly Kiadó pozitívan értékelte a manga első kötetét, szerinte Togasi ugyesen megmutatta a szokásos történetével, a rajzait tisztának és szépnek jellemezte, a karaktereket pedig megnyerőeknek és összetetteknek. Bár Takasi Rika az EX.org –on és Claude J. Pelletier a Protoculture Addicts-ban úgy vélte, a Hunter×Hunter rajzai egyszerűbbek mint Togasi előző sorozataiban, a Level E-ben és Yu Yu Hakushóban, mindkettő kritikusan értékeli a bonyolult beszélgetéseket és karaktereket.

### Az anime fogadtatása
Az első Hunter × Hunter anime sorozat népszerűsége kisebb volt, mint az alapjául szolgáló mangának. A Newtype a japán televíziós listáján a 10,5 helyen szerepelt a 2000 év negyedik negyedévében. A sorozat nézettsége a tíz legnézettebb televíziós anime sorozat közül a hatodik volt Japánban 2001 februárjában. Az Animage Anime Grand Prix legjobb anime 2000-ben listáján a szavazatok alapján a 16. helyen szerepel, de a következő évben a negyedik helyre emelkedett. 2001-ben a magazin munkatársainak listáján a minden idők 94. legjelentősebb animéjéként szerepelt a Hunter × Hunter. A TV Asahi által végzett 2006-os internetes felmérés szerint a Hunter × Hunter minden idők 28. legjobb televíziós sorozata lett. 2010-ben a Mania.com-on Briana Lawrence „10 anime sorozat, amit újra kéne indítani” listáján a 9. helyet foglalta el.
Az első televíziós sorozat kritikai fogadtatása általában kedvező volt. Mijako Macuda a Protoculture Addicts-ben, Carl Kimlinger az Anime News Network-ön (ANN) és Derrick L Tucker a THEM Anime Reviews-ben pozitívan értékelte a sorozat elbeszéléseit és a karaktereket. Macuda csodálta Hunter × Hunter kalanddal teli világát és a karakterek gyakorlatias jellegű barátságát, erőfeszítéseit és győzelmeit. A második Viz Media DVD-től kezdve Kimlinger úgy foglalta össze „Togashi története okos, néha nagyon éleselméjú, Furuhasi kimért képi világa még jobban érzékelteti. A kettő együtt egy olyan sónen sorozatot kreált, amely nézése egyszerre szórakoztató és érdemli ki a kíváncsi közönség tiszteletét. Furcsa kombináció valóban.” Tucker beismerte, hogy megbabonázta a sorozat figyelemre méltó, egyedi karakterei, különösen a Fantom Társaság tagjai közötti összefüggések és személyiség különbségek. Kimlinger különösen dicsérte Hisoka összetette gazemberségét és Kurapika mély érzelmi átalakulását a sorozat második felében. Ellenben Theron Martin szintén az ANN-en klisésnek vélte a történet korai részeit, Gont Son Goku hasonmásnak nevezte és kijelentette, hogy a történet több eleme is szerepelt már más sónen sorozatokban, mint például a Dragon Ball Z. Martin bosszantotta a főhős karakterfejlődésének állítólagos hiánya a kezdeti szakaszban.

## Fordítás
Ez a szócikk részben vagy egészben  a   Hunter × Hunter című angol Wikipédia-szócikk ezen változatának fordításán alapul.  Az eredeti cikk szerkesztőit annak laptörténete sorolja fel. Ez a jelzés csupán a megfogalmazás eredetét és a szerzői jogokat jelzi, nem szolgál a cikkben szereplő információk forrásmegjelöléseként.